# Alfredo Bryce Echenique
Pour les articles homonymes, voir Bryce et Echenique.
 (septembre 2013).
Si vous disposez d'ouvrages ou d'articles de référence ou si vous connaissez des sites web de qualité traitant du thème abordé ici, merci de compléter l'article en donnant les références utiles à sa vérifiabilité et en les liant à la section « Notes et références ».
Œuvres principales
- Reo de nocturnidad
- El huerto de mi amada

Alfredo Bryce Echenique, né à Lima le 19 février 1939, est un écrivain péruvien.
Il a reçu de nombreux prix, dont le prix national de littérature narrative en 1998 pour Reo de nocturnidad et le Prix Planeta en 2002 pour El huerto de mi amada.

## Biographie
Issu d'une famille de banquiers, il est éduqué au sein de la vieille oligarchie de Lima. Après ses études primaires et secondaires dans des établissements anglais et nord-américains de la capitale, il est diplômé en droit et obtient le titre de docteur ès lettres à l'université nationale principale de San Marcos.
En 1964 il s'installe en Europe et réside en France, en Italie, en Grèce et en Allemagne. Il obtient un diplôme en littérature française classique (1965) et en littérature française contemporaine (1966) à la Sorbonne et, à l'université de Paris VIII (Vincennes), une maîtrise de littérature comparée (1975). Il enseigne à Nanterre, Vincennes et Montpellier.
En 1977, il devient docteur ès lettres de l'université nationale principale de San Marcos de Lima.
Depuis 1984, il demeure en Espagne et au Pérou.
À son retour au pays en 1999, il est confronté au Pérou d'Alberto Fujimori. Il repart pour l’Espagne (Barcelone) où il publie son second livre de mémoires Permiso para sentir, en 2005, une œuvre qui dénonce de façon acerbe la transformation du Pérou.
Bryce Echenique affirme être influencé par les Argentins Julio Cortázar et Manuel Puig et les Péruviens Julio Ramón Ribeyro et César Vallejo (« introdujeron y produjeron el mundo de los sentimientos y el humor, tópicos muy escasos dentro de la literatura latinoamericana de entonces »).
En effet, la prose de Bryce Echenique à cheval entre le délire, la nostalgie et le grotesque, est peuplée de personnages sympathiques qui errent dans un monde labyrinthique, décrits avec humour et ironie créative.
Bryce Echenique a en outre travaillé comme professeur aux universités de Yale, universidad de Austin, universidad de Puerto Rico, etc., comme conférencier ou intervenant au Pérou, Mexique, Venezuela, Canada, Puerto Rico, en Italie, Espagne, France, Suisse, Suède, Argentine, Bulgarie, à Cuba et aux États-Unis.

## Prix, récompenses et reconnaissance
- Accessit au Premio Casa de las Américas (1968), pour Huerto cerrado (es)
- Premio Nacional de Literatura (Pérou, 1972), pour Un mundo para Julius
- Prix national de littérature narrative (1998), pour Reo de nocturnidad.
- Prix Planeta[1] (2002), pour El huerto de mi amada (es)
- Prix Grinzane Cavour (2002, Italie), pour La amigdalitis de Tarzán
- Premio FIL de Literatura en Lenguas Romances (2012)
- Ordre du Soleil, refusé par Bryce Echeniquere, en opposition au gouvernement de Fujimori.
- La Vie exagérée de Martín Romaña est cité parmi les « Cent meilleurs livres en langue espagnole du XXe siècle » sélectionnés par El Mundo (elmundolibro.com)[2].

## Œuvre
- 1968 - Huerto cerrado (contes), premio Casa de las Américas.
- 1970 - Julius (Un mundo para Julius) (roman), Premio Nacional de Literatura en Perú (1972) et Prix du meilleur roman étranger en France (1974).
- 1974 - La felicidad ja ja (contes).
- 1977 - A vuelo de buen cubero (chroniques de voyage et autres).
- 1977 - La pasión según Pedro Balbuena, que fue tantas veces Pedro y nunca pudo negar a nadie (roman).
- 1981 - La vida exagerada de Martín Romaña (La Vie exagérée de Martín Romaña) (roman).
- 1984 - El hombre que habla de Octavia Cádiz (roman) (ces deux derniers formant le Díptico de navegación en un sillón Voltaire).
- 1985 - Anorexia y tijeria
- 1986 - Magdalena peruana y otros cuentos (contes).
- 1987 - Crónicas personales: edición aumentada de A vuelo de buen cubero (chroniques de voyage et autres).
- 1987 - Goig (histoire pour enfants écrite en collaboration avec Ana María Dueñas).
- 1988 - La última mudanza de Felipe Carrillo (roman).
- 1990 - Dos señoras conversan (trois nouvelles).
- 1993 - Permiso para vivir (Antimemorias I).
- 1995 - No me esperen en abril (roman).
- 1996 - A trancas y barrancas (copie d’articles de journaux).
- 1997 - Reo de nocturnidad (roman).
- 1997 - Guía triste de París (contes).
- 1999 - La amigdalitis de Tarzán (roman) - trad. sous le titre L’Amygdalite de Tarzan par Jean-Marie Saint-Lu, Paris, Éditions Métailié, 2015  (ISBN 979-10-226-0344-7)
- 2002 - El huerto de mi amada (roman), Prix Planeta.
- 2005 - Permiso para sentir (Antimemorias II).
- 2005 - Entre la soledad y el amor (Essai).
- 2007 - Las obras infames de Pancho Marambio (Roman).
- 2012 - Dándole pena a la tristeza - trad. sous le titre Une infinie tristesse par Jean-Marie Saint-Lu, Paris, Éditions Métailié, 2015, 270 pages,  (ISBN 979-10-226-0142-9)
- 2021 - Permiso para retirarme (Antimemorias III)[3].